# 다가와고토지역
다가와고토지역(일본어: 田川後藤寺駅)은 일본 후쿠오카현 다가와시에 위치한 규슈 여객철도, 헤이세이 치쿠호 철도 소속 철도역이며, 규슈 여객철도 히타히코산 선의 정차역이자, 고토지 선의 종착역이며, 헤이세이 치쿠호 철도 이토다 선의 종착역이다.
헤이세이 치쿠호 철도의 역에 대해서는 할인점 MrMax를 운영하는 주식회사 미스터 맥스가 네이밍 권리를 취득해, 2009년 4월 1일부터 애칭 역명이 MrMax 다가와고토지 역이 되고 있다.

## 역 구조 및 승강장
단식 승강장 1면 1선이 2개와 섬식 승강장 1면 2선, 또 1번 선의 북쪽에 위치한 1선, 합계 3면 5선의 홈을 가지는 지상역이며, 서로의 홈은 과선교에서 연락하고 있다.
규슈 여객철도의 역은 직영역에서, 발권 창구가 설치되어 있다. 역사 내부에는 대합실과 개찰구가 있어, 규슈 여객철도 · 헤이세이 치쿠호 철도 쌍방의 자동 매표기가 있다. 헤이세이 치쿠호 철도의 정기권은 발권 창구에서 판매한다. 개찰구는 양 회사간 공용으로 규슈 여객철도의 직원이 담당하고 있다. 개찰구는 벽에서 나뉘어서 하나의 방이 되어 있다.
| 0         | ■ 규슈 여객철도 고토지 선        |        | 신이즈카 방면        |
| 1 · 3 · 4 | ■ 규슈 여객철도 히타히코산 선    | (상행) | 조노 · 고쿠라 방면   |
| 1 · 3 · 4 | ■ 규슈 여객철도 히타히코산 선    | (하행) | 소에다 · 히타 방면   |
| 2         | ■ 헤이세이 치쿠호 철도 이토다 선 |        | 가나다 · 노가타 방면 |

## 역 주변
- 다가와 시청
- 후쿠오카 지방 검찰청 다가와 지부
- 후쿠오카 지방 재판소 다가와 지부
- 후쿠오카 가정 재판소 다가와 지부
- 다가와 간이 재판소
- 다가와 문화 센터
- 다가와 시 체육관

## 인접 역
| 히타히코산 선                  | 히타히코산 선   | 히타히코산 선        |
| ------------------------------ | --------------- | -------------------- |
| 다가와이타 조노 방면           | ■ 히타히코산 선 | 이케지리 요아케 방면 |
| 고토지 선                      |                 |                      |
| 시·종착역                      | ■ 고토지 선     | 후나오 신이즈카 방면 |
| 헤이세이 치쿠호 철도 이토다 선 |                 |                      |
| 오야부 가나다 방면             | ■ 이토다 선     | 시·종착역            |